# Heliconius lalitae
Espèce
Heliconius lalitae est un insecte lépidoptère appartenant à la famille des Nymphalidae, à la sous-famille des Heliconiinae et au genre Heliconius.

## Taxinomie
Heliconius lalitae a été décrit par Christian Brévignon en 1996.

## Nom vernaculaire
Heliconius lalitae se nomme  en anglais.

## Description
Heliconius lalitae est un très grand papillon aux ailes allongées et arrondies de couleur noire avec une partie basale rouge et, aux ailes antérieures, un groupe de grosses taches blanches entre l'apex noir uni et la partie basale rouge. L'autre face est ocre foncé suffusé de cuivré avec le même groupe de grosses taches blanches aux ailes antérieures.

## Écologie et distribution
Il n'est présent qu'en Guyane.

### Biotope
Il réside dans la forêt tropicale.